# 蒋光化
蒋光化（1926年8月—2015年11月21日），江苏泗阳人，中华人民共和国政治人物。

## 生平
1943年12月，受中国共产党命筹办淮泗中学附属小学并任校长。1945年8月后，任雪涡县裴桥区乡党支部书记，豫皖苏区杞县二区区委副书记、区长、书记。1949年4月，任河南省朱集市一区区委书记，后升任河南省省委宣传部理论教育处处长。1963年4月，进入中央对外联络部拉美局，担任接待局局长。1982年11月后，任中央对外联络部副部长，中国人民争取和平与裁军协会副会长、政协第七届全国委员会委员、第八届常务委员兼外事委员会副主任。2015年11月21日在北京逝世，享年90岁。